# Valli (Chioggia)
Valli è una frazione del comune italiano di Chioggia, in provincia di Venezia.
È situata sulla terraferma, sulla riva sinistra del fiume Brenta. È situata a circa 13 km ad ovest di Chioggia ed è attraversata dalla statale Romea.

## Storia
I terreni erano paludosi (da qui, secondo l'uso locale, il nome Valli) e occupavano una grande estensione di terra confinante con la laguna di Venezia. Sotto la Serenissima c'erano leggi severissime per la tutela della laguna, la quale però non aveva una definizione dei confini ben precisa. La Laguna era dove predominavano acque salmastre, valli dove c'era la prevalenza di acque dolci. Per antica tradizione le Valli cadevano in parte sotto la giurisdizione del comune di Chioggia e in parte in quello di Codevigo, in provincia di Padova. I terreni, nell'area padovana furono i primi a essere bonificati diventando grandi aziende per le coltivazioni cerealicole. La zona venne denominata Le Conche ma, dopo un rapido fiorire, ha visto velocemente l'esodo della popolazione verso il centro industriale di Porto Marghera, anch'esso sorto sulle barene. L'area ricadente nel comune di Chioggia invece fu bonificata solo più tardi; lo sfruttamento agricolo adottò gli schemi dell'orticoltura chioggiotta e i terreni risultarono più lottizzati.
La bonifica totale avvenne solamente dopo il 1920 ad opera del Consorzio di bonifica del Brenta-Bacchiglione. La frazione di Valli acquistò importanza quando superò una popolazione di 1 000 abitanti e furono costruiti edifici pubblici e una chiesa parrocchiale dedicata alla Natività della Beata Vergine Maria. Anche dopo l'alluvione del 1966 la ricostruzione si realizzò velocemente.

## Il Brenta nei secoli
All'inizio del XIV secolo, dentro al bacino lagunare, sfociano molti fiumi, tra i quali Brenta, Bacchiglione, Sile e Piave. Sono importanti le otto bocche di porto, che subiranno numerosi interventi e modificheranno il percorso originale del fiume. Alla fine del XIV secolo iniziarono le operazioni di deviazione del fiume Brenta, il responsabile dell'interramento lagunare, verranno ultimate all'inizio del XVI secolo.
Durante il XV secolo, continuarono i lavori di deviazione della foce del fiume Brenta, le acque vengono spostate verso sud e immesse verso il porto di Malamocco attraverso lo scavo del Canale Maggiore. Durante il XVI secolo, il dibattito sui problemi della salvaguardia dell'ambiente vede in discussione le tesi di Alvise Cornaro e di Cristoforo Sabbadino. Il progetto che verrà attuato nel corso dei due secoli successivi, previde lo spostamento dal bacino lagunare delle foci dei maggiori fiumi, individuate come causa primaria del progressivo interramento, nonché del moltiplicarsi delle aree paludose.
Nella seconda metà del XVI secolo, iniziarono gli scavi del Canale di Santo Spirio, ultimato nel 1726, su progetto di Cristoforo Sabbadino, con il risultato di permettere il movimento delle navi dalla bocca di Malamocco a Venezia. Ancora secondo il progetto di Sabbadino, venne costruito il Paradore (sbarramento) di Brondolo, un argine che impediva al Brenta e al Bacchiglione di entrare nella laguna di Chioggia. Nel 1610 fu portato a termine il Taglio Novissimo, che congiunge Mira con Brondolo e che permette
di incanalare le acque in eccesso nel vecchio alveo del fiume Brenta. Nello stesso tempo viene tracciata la linea del confine lagunare, completata nel 1791, che definisce il bacino lagunare, regolato da specifica legislazione, rispetto al territorio circostante. Alla fine del XVII secolo, viene ultimato il taglio del Sile per deviare il fiume dal vecchio alveo del Piave al porto, che forma un "gran lago" e apre un varco naturale per l'uscita in mare nei pressi di Cortellazzo.
Durante il XVIII secolo, i principali interventi riguardano le opere idrauliche di difesa dei litorali con la costruzione dei murazzi. Vengono fatti importanti lavori alle bocche di porto per mantenerle navigabili; soprattutto al canale Rocchetta che porta al porto di Malamocco che permette il passaggio delle navi nella laguna settentrionale.
Nel XIX secolo, vengono fatti importanti interventi per valorizzare la funzione portuale e commerciale della laguna ed in particolare di Venezia: la costruzione del ponte ferroviario translagunare, del nuovo porto commerciale, l'ampliamento del porto di Malamocco, la costruzione del porto del Lido. Il Brenta viene portato fuori dalla laguna di Chioggia e sfocia nuovamente in località Brondolo di Chioggia.
Prima del 1950 si costruirono i moli foranei del Lido di Venezia e la bocca di porto di Chioggia come è attualmente. Nasce la zona industriale di Marghera e nascono le valli da pesca.
Dopo il 1950 avviene la seconda opera d'industrializzazione, vengono costruite le casse di colmata che operano azioni di bonifica. Si costruisce l'aeroporto di Tessera e la strada Romea che unisce Chioggia alla terraferma.

## Date e luoghi importanti nella storia di Valli

### Le abitazioni di Valli

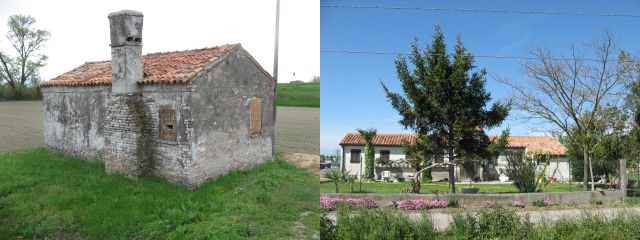
Abitazioni antiche, tipiche della zona di Valli e abitazioni attuali.

Valli, una frazione di Chioggia, è la più giovane dal punto di vista dello sfruttamento agricolo. Questo ha creato un senso di appartenenza ad una comunità della frazione, si è formato così, un centro abitato con asilo, scuole, chiesa, acquedotto, negozi, ristoranti, abitazioni, divenendo anche punto di appoggio per il turismo in arrivo verso Chioggia.
Le abitazioni delle campagne avevano una pianta a L, costruite su uno o due piani, con il camino sporgente, la stalla e il fienile di grandi dimensioni, con un porticato e un'aia. Nella zona di Valli c'erano piccole e povere abitazioni, molte volte umide e invase dalla salsedine: i "casoni" di un tempo. Il miglioramento delle condizioni di vita ha portato a costruire gradualmente abitazioni più vicine a quelle che si trovano in città. Questa trasformazione è avvenuta grazie ai molti contributi seguiti all'alluvione del 1966, che hanno permesso il futuro sviluppo di Valli.

### La chiesa e la parrocchia Beata Vergine Maria
La questione del possesso delle valli della Laguna Veneta, ha una lunga storia, si apre già nel XII secolo. Il territorio di Valli appartiene al comune di Chioggia, ma alla diocesi di Padova.
All'inizio del 1900 era un terreno paludoso che iniziò a cambiare dopo diversi interventi di bonifica.
Agli inizi degli anni cinquanta Valli raggiunge i 1 000 abitanti, per questo motivo il 29 giugno del 1951 il vescovo di Padova Girolamo Bartolomeo Bortignon chiede al Comune di Chioggia che Valli diventi parrocchia. La chiesa viene costruita con massi di pietra che le persone, formando una catena umana, si passano tra di loro. La gente raccoglie fondi per la costruzione. Avere la chiesa la distacca completamente da Conche.
La prossimità dello scoppio della seconda guerra mondiale ferma i lavori che riprendono nel 1947. Un sacerdote, incaricato di andare a Conche come cappellano, si reca a vedere come procedono i lavori. Così decide di stabilirsi a Valli. La chiesa è benedetta nel 1949, precisamente il 25 marzo ed è chiamata Natività di Maria Santissima.
Valli il 29 giugno del '50, fu dichiarata parrocchia prendendo dal Comune il nome di Valli di Chioggia.
A causa del cedimento del terreno di bonifica, nel 1959 la chiesa è dichiarata pericolante ed è chiusa.
I lavori di costruzione dell'attuale chiesa iniziarono il 21 gennaio 1965; fu completata e consacrata il 7 settembre 1965.
Dai registri parrocchiali risulta che nel 1934 a Valli c'erano circa 400 abitanti.
Trattandosi di una zona paludosa e difficile da raggiungere, si tramanda che i primi abitanti si fossero qui rifugiati perché cacciati da altri paesi per motivi politici o di giustizia.
Attualmente ci sono circa 1 500 abitanti.
Valli si è ingrandita maggiormente tra gli anni 2000 e 2010 con lo sviluppo dell'edilizia.

### Il cimitero

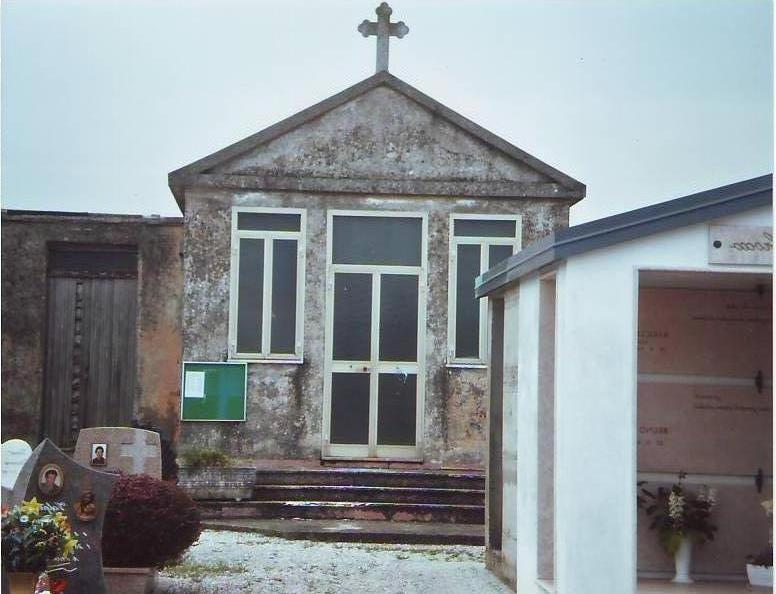
Valli di Chioggia, cimitero e relativa chiesetta

A Valli, negli anni cinquanta, si sente il bisogno della costruzione di un cimitero, fino a questo momento chi decedeva finiva in quello di Conche. Lo Stato invia un finanziamento al Comune di Chioggia.
I soldi però non bastano, per questo motivo, l'Amministrazione di Chioggia decide di chiedere un mutuo alla Cassa di Risparmio.
Il 13 febbraio 1957 il Prefetto Provinciale di Venezia ne autorizza la costruzione.
Si procede all'acquisto della proprietà e qualche giorno dopo iniziarono i lavori di costruzione.
Il 9 luglio 1959 il Comune compra del terreno per rialzare il livello, perché troppo basso, se non si acquistava altra terra le bare si sarebbero trovate immerse nell'acqua lagunare.
Il 17 febbraio 1969 è stata costruita la Chiesetta del cimitero di Valli.
Il 4 novembre 1966, durante l'alluvione il cimitero di Valli, ma soprattutto quello di Conche, vengono distrutti.

### L'inverno del 1929, l'anno del "giasson"
L'inverno del 1929 fu particolarmente freddo e per questo viene ricordato come "l'anno del giasson", del grande ghiaccio. Di questo evento atmosferico così particolare, la signora Pozzato Maria Angela detta Angelina e il signor Volpin Guerrino ne forniscono testimonianza. Si sposarono proprio quell'inverno. Il carro nuziale fu preparato con gran cura e, per non farlo scivolare, vennero legati dei sacchi di iuta attorno alle ruote e agli zoccoli dei cavalli.
Finita la cerimonia gli sposi salirono sul carro e si diressero verso il ristorante Volpin al di là del canale Nuovissimo ormai ghiacciato. Nel percorso incontrarono il signor Liborio Ferro che, munito di fucile, sparò in aria in segno di festa. L'attraversamento del canale Nuovissimo ghiacciato fu una vera impresa. Dopo un piccolo rinfresco, Angelina, la sposa, decise di tornare alla casa paterna per recuperare la sua dote, com'era d'uso.
Per raggiungerla doveva prendere la barca, per attraversare i vari canali presenti nella zona non ancora bonificata. L'ulteriore peggioramento dell'tempo e il conseguente congelamento dell'acqua, costrinsero la sposina a rimanere dai genitori, e quindi separata dal marito, per quasi un mese. Gli sposi riuscirono a ricongiungersi solo con l'arrivo del bel tempo.

### L'alluvione del 4 novembre 1966
Il 4 novembre del 1966 ci fu un'alluvione che rase al suolo intere zone d'Italia. L'alluvione fece danni molto gravi a Canal di Valle, Punta Gorzone, Brondolo e Sant'Anna.Il Brenta rompeva gli argini a Motta, vicino a Conche, dove c'era il vecchio cimitero, per poi investire Valli.
Tutte le case furono sgomberate rapidamente.
Chioggia e Sottomarina vennero inondate dall'acqua alta, giunta a quota 1,90 m.
Alle ore 21 l'acqua iniziò lentamente a ritirarsi.
Tutte le persone che abitavano al piano terra avevano perso ogni ricchezza in poche ore.
Ovunque c'erano detriti, i danni ammontarono a quaranta miliardi di lire.
Molti abitanti furono costretti a lasciare Valli per andare nei vari centri di raccolta.

## Toponomastica
La toponomastica è lo studio dell'origine dei nomi di luogo (dal greco topos = luogo). La toponomastica locale di Valli è abbastanza recente, solo da alcuni anni le vie di Valli hanno un nome, un toponimo, che riporta agli antichi luoghi, alle usanze o alle piante tipiche della laguna.

### Piazza della Natività
È la piccola piazza del paese delimitata da alcune delle abitazioni più vecchie, ormai ristrutturate, che ha come nucleo centrale la chiesa della Beata Vergine Maria.
La chiesa è sempre stata centro di aggregazione per gli abitanti di Valli.
Nei primi anni del Novecento se ne contavano meno di cinquecento.
La nuova viabilità (costruzione della Romea lagunare - 1967 - che ne ha potenziato la funzione di stazione di transito e più recentemente gli insediamenti abitativi in esodo da Chioggia) ha portato attualmente Valli a quota 1580 residenti, di cui 133 sulla Strada dei Piovini e un'accresciuta presenza nelle strade di nuova urbanizzazione; le vie più abitate sono la Strada dei Sedici Laghi, Via Pascolon, Via Artemisia e Strada Ca'Sabbion.

### Via Salicornia
Il toponimo riprende il nome di una pianta autoctona, appartenente alla famiglia delle Chenopodiacee. La salicornia cresce in gruppi sopra terreni umidi e salmastri. Presenta un elevato contenuto salino e un tempo veniva bruciata per ottenere il carbonato di sodio, usato poi nel processo di fabbricazione del vetro o del sapone.
I rami salati, ricchi di sali minerali, vengono mangiati ancora verdi sotto aceto o come gli asparagi, bolliti o serviti con burro in aceto. Un tempo i semi venivano macinati per fare la farina. I bovini ricercavano questa pianta per il suo elevato contenuto di sale.

### Via Val di Rose
Il toponimo ricorda i Signori Dalla Rosa, proprietari di un vasto terreno della zona.
Le voci popolari sostengono che il nome derivi da un grande giardino di rose presente nel luogo. Le rose si adattano a qualunque tipo di terreno purché ben concimato. Sono piante forti e decorative, particolarmente sensibili allo iodio.
Il nome Rosa deriverebbe dalla parola SANSCRITA vrad o vrod e significa flessibile.
Nel 1951 si insediò a Valli l'azienda agricola "Zarattini", la cui corte principale veniva chiamata "Alle Rose", in riferimento ad una grande siepe di rose (Dorothy Perkins). Un residuo di questa siepe si trova ancora lungo la vecchia strada detta del Pascolon, proprio dove si trovava la sede dell'azienda agricola Zarattini. Forse nella nuova toponomastica non si è tenuto conto di questa tradizione molto consolidata negli anni "50.

### Via Ca' Sabbion
Il toponimo ricorda la vecchia cava di sabbia che si trovava nella zona.

### Via Salsola
Il toponimo indica "la salsola", un genere di pianta erbacea e arbustacea originaria dell'Africa e diffusa anche in America. Cresce su terreni spesso secchi e talvolta salini.
Alcune specie amano i terreni paludosi e salmastri. Le foglie delle molte specie di salsola sono edibili e vengono utilizzate per insalate o, in oriente, per condire il sushi.
Queste piante, in particolare la "salsola tragus", sono note per una particolare
caratteristica del ciclo vitale: in autunno il cespuglio si stacca dalle radici e forma una "palla" vegetale che, sospinta dal vento, rotola lontano.
Questa curiosa formazione vegetale viene chiamata rotola campo (tumleweed in inglese).

### Via Scarpion
Si trova lungo il canale omonimo.

### Via Montalbano
È la strada tracciata nella zona in cui sorgeva l'antica Torre di Montalbano posta a difesa del territorio della laguna sud e delle saline.

### Via Artemisia
Il nome Artemisia appartiene a un genere di piante angiosperme appartenenti alla famiglia delle asteraceae. Le "artemisie" sono piante con un forte odore aromatico tipico e simile al cedro, un po' canforato. Artemisia pare derivi dalla parola greca Artemes (sano) e allude alle proprietà medicamentose della pianta.

### Via Frignolo
Il toponimo, forse deriva, da una storpiatura del nome inferno, presente in alcune zone (Valle Inferno).
La tradizione popolare vuole che il poeta Dante Alighieri sia passato sul far della sera in questa zona. Vedendola avvolta nella nebbia, fangosa e putrida, la paragonò all'inferno.

### Vicolo Porcellana
Il toponimo ricorda la porcellana di mare, una pianta grassa simile all'artemisia.

### Via Barenassa
La strada costeggia la laguna. Il toponimo Barenassa potrebbe significare grande, fangosa o, in modo dispregiativo, sporca barena. Le barene sono terreni tipici delle lagune.
Il nome barena deriva dal vocabolo veneto baro e indica un cespuglio o un terreno acquitrinoso.
baro però è anche il truffatore, l'imbroglione. In questo caso è la natura che, con le maree, fa comparire o scomparire i terreni lagunari emersi.

### Via Ponte Vecchio
È la via adiacente al ponte pedonale che attraversa il Canale Novissimo, parallelo al ponte che porta in località Piovini.

### Strada dei 16 laghi
È la via che da Piazza Natività porta al cimitero e prosegue fino a via delle Trezze, sembra prenda il nome dai sedici laghetti lacustri presenti nella zona, prima della bonifica degli anni 30, per volere di Mussolini.
È  via adiacente al ponticello pedonale che attrlaaversa il canale Novissimo, parallelo al ponte che porta in località Piovini.

## Strade principali

### Strada del Bernio
È la strada che porta all'omonima idrovora del Bernio, verso la zona dei Piovini.

### Strada Statale Romea
È la strada che divide in due il paese di Valli e viene considerata dall'ISTAT la più pericolosa d'Italia. La strada Romea ricalca in parte il tracciato di un'antica strada medioevale che collegava Venezia a Roma (da cui il nome.
Essa era la via di transito dei pellegrini cristiani diretti nella città eterna.

## Folklore

### Le Umanse
Alla fine di ottobre, nel periodo "dei morti", era usanza mettere dei ciareti, (piccoli lumini) sopra i rami degli alberi. Avevano lo scopo di allontanare le umanse (spiriti) e le maranteghe (streghe) che vagavano per la campagna.
In questo modo gli adulti esorcizzavano le loro paure e i bambini venivano spaventati e tenuti tranquilli. Si diceva che una donna diventasse strega quando si toglieva dalla bocca
l'ostia consacrata durante la celebrazione eucaristica.

## Montalbano
Alla bocca, dove il "Medoacus Bachiglione" entrava in laguna e di là usciva per il porto di Chioggia, sorgeva il castello detto di Montalbano.
In tempi ormai lontani, questa zona era ricca di saline e valli da pesca. La torre era un luogo di riscossione delle tasse sulle merci che entravano in Chioggia.
La torre e il canale di Montalbano diventarono strategici, durante le guerre contro i padovani per il controllo delle saline, ricchezza della comunità clodiense.
Poco lontano da Montalbano c'era una villa, detta Camanzo in cui si faceva un buonissimo vino che veniva poi donato al Doge di Venezia.
Il castello e i mulini adiacenti, furono completamente distrutti durante la guerra di Chioggia (1378-1381).